# Lamecha Girma
Lamecha Girma, född 26 november 2000, är en etiopisk friidrottare som tävlar i medeldistanslöpning och hinderlöping.

## Karriär
Vid de olympiska sommarspelen 2020 vann han silver på 3 000 meter hinder. Vid världsmästerskapen i friidrott åren 2020, 2022 och 2023 vann han silver på samma distans. Han är världsrekordinnehavare på 3000 meter hinder med tiden 7.52,11.